# Rullemappe
Rullemappe, mappe af skind, læder eller stof til opbevaring af værktøj, fx stemmejern, billedskærerjern, eller bor. Billedskærers rullemappe, berliner, trouseau.